# Palacio de Fredensborg
El Palacio de Fredensborg es un palacio barroco danés del siglo XVIII, ubicado junto al lago Esrum, en la isla de Selandia. Es la residencia de primavera y otoño de la familia real danesa, y el segundo más usado por la misma, tras el palacio de Amalienborg.
El nombre del palacio y la localidad de Fredensborg —surgida tras la construcción del palacio—, significa literalmente «castillo de la paz», y conmemora la victoria danesa en la Gran Guerra del Norte (1709-1720).